# Spoorlijn Watten-Éperlecques - Bourbourg
De Spoorlijn Watten-Éperlecques - Bourbourg was een Franse spoorlijn van Waten naar Broekburg. De lijn was 13,2 km lang en heeft als lijnnummer 303 000.

## Geschiedenis
De lijn werd aangelegd door de Compagnie des chemins de fer du Nord-Est en geopend op 9 maart 1873. Reizigersverkeer werd gestaakt op 9 januari 1939. Kort na het uitbreken van de Tweede Wereldoorlog werd de brug over de Aa vernietigd waardoor er geen doorgaand verkeer meer mogelijk was. Tot 1964 heeft er nog goederenvervoer plaatsgevonden tussen Saint-Pierre-Brouck en Bourbourg. Hierna is de lijn gesloten en opgebroken.

## Aansluitingen
In de volgende plaatsen is of was er een aansluiting op de volgende spoorlijnen:
Watten-Éperlecques
RFN 295 000, spoorlijn tussen Lille en Les Fontinettes
RFN 295 306, raccordement van Watten-Éperlecques
Bourbourg
RFN 304 000, spoorlijn tussen Coudekerque-Branche en Les Fontinettes